# Pedro Roberto Kanof
Pedro Roberto Kanof est un ingénieur et un inventeur italien né à Buenos Aires en 1944. Il a conçu le premier système et méthode électronique pour louer des bicyclettes dans les années 1980, la même méthode qui s’utilise aujourd’hui globalement pour la location de vélos.

## Biographie
Actuellement, il travaille pour produire son invention la plus récente, qui consiste en un nouveau système de mobilité soutenable. Ce système est basé sur des stations de parking pour tous types de bicyclettes : publiques et privées. Cette invention est un progrès significatif dans l’évolution du système original automatique et électronique de rente de bicyclettes publiques qu’il a conçu dans les années 1980. En 2013, la USPTO (United States Patent and Trademark Office) a émis le brevet numéro 8, 508 333 pour sa nouvelle invention.
Pedro Kanof a présenté sa nouvelle proposition à de nombreuses conférences et universités autour du monde, dont certaines à Rome, Milan, Dresde,  Berlin, Copenhague, Turin, Lisbonne, à Université de Naples Federico II et à Universiteit Gent).
Précédemment, en tant qu’expert en informatique, il a travaillé dans d’importantes entreprises (Alfa Romeo, Mondadori) et organisations financières (Banque mondiale, Fonds monétaire international).
En 1976, il a reçu son doctorat en ingénierie électronique de l’École polytechnique de Milan, puis il a effectué d’autres études à Berkeley (États-Unis), à Paris et à Buenos Aires. Parallèlement à son activité professionnelle, il a enseigné dans diverses universités, dont l’Université de Californie à Berkeley, Johns Hopkins University, George Washington University, et l’Université des Études de Venise, parmi d’autres.
Pedro Kanof est aussi l’éditeur du livre Innovazioni tecnologiche: Nuove opportunità per gli anni '90 en 1991. En 2001, il a collaboré au Forum sur l'éducation artistique et à la publication homonyme Arteinformazione. L'identità italiana per l'Europa.
En mai 2021 son livre: "Inondare le strade di biciclette: per una politica della mobilità sostenibile e inclusiva" (Mimesis, Milan) a été publié en Italie. Dans cette œuvre, il synthétise  sa proposition d'un nouveau système de transports urbain et suburbain qui respecte l'environnement. 
Toujours en mai 2021 il a aussi publié en Argentine le livre : "Manuel Sadosky: ciencia con conciencia en América latina" (Paidos, Buenos Aires) où — à travers la biographie de son mentor et ami — il présente les critères pour un développement scientifique qui puisse répondre aux nécessités du Pays.